# Un buen momento
Un buen momento es el primer álbum del grupo español de rock M-Clan. Salió al mercado en el año 1995 y supuso su debut. Contando con la producción del estadounidense Jeff Powell, M-Clan grabó este álbum debut en Memphis (Estados Unidos), con claras influencias del rock sureño que impregnaba la ciudad. Carlos Tarque en la voz, Santi Campillo en la guitarra e Íñigo Uribe en el piano se erigieron como grandes protagonistas de este primer álbum de la banda murciana.
De este disco sacaron tres singles, a saber: "En mis manos", "Perdido en la ciudad" y "Donde el río hierve".
En este álbum debut destacan con un rock de sonidos sureños, aunque con el tiempo han ido dejando estas influencias y se acercaron más a una música posiblemente más comercial, como podría suceder con Sopa fría.

## Lista de temas
1. "Se calienta" (4:51).
2. "En mis manos" (5:03).
3. "Un buen momento" (2:59).
4. "Volando alto" (3:38).
5. "Miro atrás" (4:13).
6. "Dentro de la esfera" (5:32).
7. "Perdido en la ciudad" (3:38).
8. "Hermana" (5:54).
9. "Donde el río hierve" (3:46).
10. "No sabes hacerlo bien" (4:49).
11. "Ron vudú" (8:43).
12. "Como una piedra" (3:36).
13. "Hasta cuándo" (5:15).

## Componentes de M Clan
Para este álbum, la composición del grupo era la siguiente:
- Carlos Tarque: voz, coros y pandereta.
- Ricardo Ruipérez: guitarra, dobro.
- Santiago Campillo: guitarra, dobro.
- Íñigo Uribe: Hammond, piano, Rhodes.
- Juan Antonio Otero: batería.
- Pascual Saura: bajo.